# Juan de Rivas
Juan de Rivas y Valenzuela, a veces Ribas, (Castro del Río, c. 1551 – Cambray, 17/02/1616) fue un militar de los Tercios españoles que, empezando como un sencillo soldado, llegó a ocupar importantes puestos de responsabilidad en los Países Bajos españoles.

## Orígenes y Familia
Nacido en el seno de una familia media de Castro del Río (Córdoba). Su padre, de origen vasco, fue Diego de Rivas; su madre, Doña Isabel de Valenzuela. Tuvo un hermano, llamado Tomás, y dos hermanas: María de Rocas, y Catalina de Rivas.
Se sabe que tuvo dos hijos: un hijo llamado Diego III de Rivas (que le acompañó en Flandes), y una hija llamada Isabel de Rivas, que casó con Juan de Torres.

## Biografía
Parece ser que, por un motivo de faldas, tuvo que abandonar pronto su pueblo natal para seguir los pasos de su hermano Tomás, que era alférez, y enrolarse en los Tercios, primero en el Mediterráneo (Tercios de la mar), después en Flandes (Tercios de infantería).

### Mar Mediterráneo
Bajo el mando de García Álvarez de Toledo Osorio (IV marqués de Villafranca del Bierzo, en esos momento Virrey de Sicilia), participó en las jornadas del Peñón de Vélez de la Gomera (06/09/1564) contra los otomanos y argelinos, recuperando de forma impensable el islote para el rey Felipe II.
Más tarde, también en la misma formación naval y bajo el mismo mando, participa en el socorro de la Isla de Malta (Gran Sitio de Malta) entre mayo y septiembre de 1565. En dicho sitio, seis u ocho millares de caballeros hospitalarios, entre ellos unos 600 españoles, resistían el invite de una fuerza otomana muy superior de entre 22.000 y 48.000 soldados y cerca de 200 naves. La flota de socorro, comandada por Álvaro de Bazán, logró desembarcar unos 9.600 hombres al 7 de septiembre, encuadrados en cuatro Tercios (Tercio de García Álvarez de Toledo y Osorio, que venía de Sicilia; Tercio de Gonzalo de Bracamonte procedente de Córcega; Tercio de Sancho de Londoño, procedente de Lombardía; y el Tercio de Álvaro de Sande, procedente de Nápoles), provocando la retirada total de las fuerzas otomanas el 15 de septiembre de 1565.

### Flandes
En 1567 pasa a Flandes con el Duque el Alba como capitán de una Compañía de Lanceros, participando de lleno en la Guerra de los 80 Años.
En agosto de 1572 participa en la liberación del asedio anglo-holandés a la ciudad de Goes encuadrado en el Tercio Gemelo de Lombardía, llamado de Cristóbal de Mondragón, como su Maestre de Campo.
En el mismo Tercio participa el Asalto de Vacafregi así como la cortadura del dique de Caló previo al Saqueo de Amberes (1576). También participa en el Asedio de Maastricht (1579) esta vez al mando de una compañía de piqueros españoles.
Todavía como Capitán, participa en el Sitio de Terramunda (Dendermonde), cuando es herido de un picazo en el brazo (del 4 al 6 de agosto de 1584) esta vez en el Tercio Gemelo de Sicilia, llamado de Pedro de Paz, como su Maestre de Campo (que cuando cayó en combate por un cañonazo en agosto, paso a llamarse como su nuevo Maestre de Campo, Juan de Águila), y donde es nombrado Gobernador una vez tomada, manteniéndose su Tercio en guarnición en la ciudad durante tres años.
En ese mismo Tercio, en 1587 participa en la toma de Sluis o Sluys (La Esclusa), donde a finales de junio se asienta como Gobernador reforzando las defensas y reorganizando la ciudad.
Debido a su demostrada competencia y eficiencia, ese mismo año (1587) es nombrado Superintendente militar del Condado de Flandes. Unos años más tarde se le nombra Maestre de Campo del Consejo de Guerra de los Estados de Flandes (1595), cargo que ocupará hasta su fallecimiento, y Superintendente de la recién conquistada Villa de Calais (1598), que fue devuelta rápidamente a Francia por la Paz de Vervins (2 de mayo de 1598).
Pero en una de la batallas donde más destacó fue en la toma y sitio de Ostende, bajo el mando del Archiduque Alberto, que comenzó en julio de 1600, y que terminó tres años más tarde (1604), considerándose la campaña militar más importante de la Guerra de los 80 años, y una de las más importantes de la historia: más de 100.000 muertos, algo más de la mitad de ellos del bando imperial.
Finalmente, el Archiduque Alberto, que ere el Gobernador de los Países Bajos, le nombra Castellano de Cambray, Capitán General y Gobernador de la misma villa y del Condado de Cambresis (1604), que era uno de los puestos militares y políticos más importantes de la Monarquía Católica en Flandes. Fue una buena elección, ya que Juan de Rivas ejerció sus funciones con gran eficacia, sabiendo mediar entre los diversos intereses y agentes tanto locales como imperiales. Estos puestos los ocupó hasta su fallecimiento.

### Fallecimiento
El miércoles de Ceniza de 1616, Juan de Rivas sufrió un ataque repentino del que jamás de recuperaría, muriendo tres días después (17 de febrero de 1616). La agonía fue tan fuerte y rápida que incluso no se pudo confesar, pues era un gran devoto.